# Pesnica
Pesnica (německy Pößnitz) je řeka v severovýchodním Slovinsku (malou částí procházející i přes Rakousko), levostranný přítok řeky Drávy. S délkou 69 km je jedenáctou nejdelší řekou ve Slovinsku. Pramení v Rakousku v blízkosti osady u vesnice Pößnitz a dále teče směrem na jihovýchod, přičemž tvoří 50 km dlouhé Pesnické údolí (Pesniška dolina). U města Ormož se v těsné blízkosti chorvatské hranice vlévá do řeky Drávy. Protéká přes Pernické jezero a jezero Pristava. Podle řeky byla pojmenována občina Pesnica, respektive vesnice Pesnica pri Mariboru, která u jejího břehu leží.

## Sídla ležící u břehu řeky
Rakousko – Pößnitz, Langegg
 Slovinsko – Jedlovnik, Zgornja Kungota, Plintovec, Gradiška, Kozjak nad Pesnico, Rošpoh, Pesnica pri Mariboru, Pesniški Dvor, Vosek, Pernica, Vukovje, Ložane, Močna, Hrastovec v Slovenskih goricah, Spodnja Voličina, Šetarova, Gradenšak, Gočova, Drbetinci, Vitomarci, Ločič, Desenci, Levanjci, Spodnji Velovlek, Mostje, Pacinje, Dornava, Mezgovci ob Pesnici, Strejaci, Tibolci, Moškanjci, Gorišnica, Zamušani, Formin, Osluševci, Cvetkovci, Mihovci pri Veliki Nedelji, Ormož

## Přítoky
Nejdelším přítokem Pesnice je řeka Velka dlouhá 22 km, dalšími významnějšími přítoky jsou Brnca, Cirknica, Drvanja a Črmlja.